# Florido Tower
Der Peak Vienna (bis November 2020 Florido Tower oder auch floridotower) ist ein Bürohochhaus im 21. Wiener Gemeindebezirk Floridsdorf.
Das 2001 nach Entwürfen des Architekten Andreas Müller-Hartburg errichtete Gebäude zählt mit einer Höhe von 113 Metern zu den höchsten Bauwerken Wiens. Es verfügt über eine Nutzfläche von rund 36.000 m², die sich auf 31 Geschoße verteilen, und 9 Aufzüge. Es hat eine energiesparende doppelschalige Klimafassade und öffenbare Fenster, die Kühlung erfolgt mittels Kühlbalken. Ende 2006 wurde das Gebäude für 110 Millionen Euro an die DIFA Deutsche Immobilien Fonds AG verkauft, die mittlerweile unter dem Namen Union Investment Real Estate AG firmiert. Im 30. Stockwerk befindet sich die Florido Lounge, welche für Konferenzen und Veranstaltungen von 10 bis
240 Personen gemietet werden kann.
Im November 2020 wurde das Hochhaus in Peak Vienna umbenannt. Damit verbunden waren die Einführung eines neuen Büro-Konzepts und architektonische Veränderungen wie offene Räume, Einsatz natürlicher Materialien und Begrünung.

## Einzelnachweise

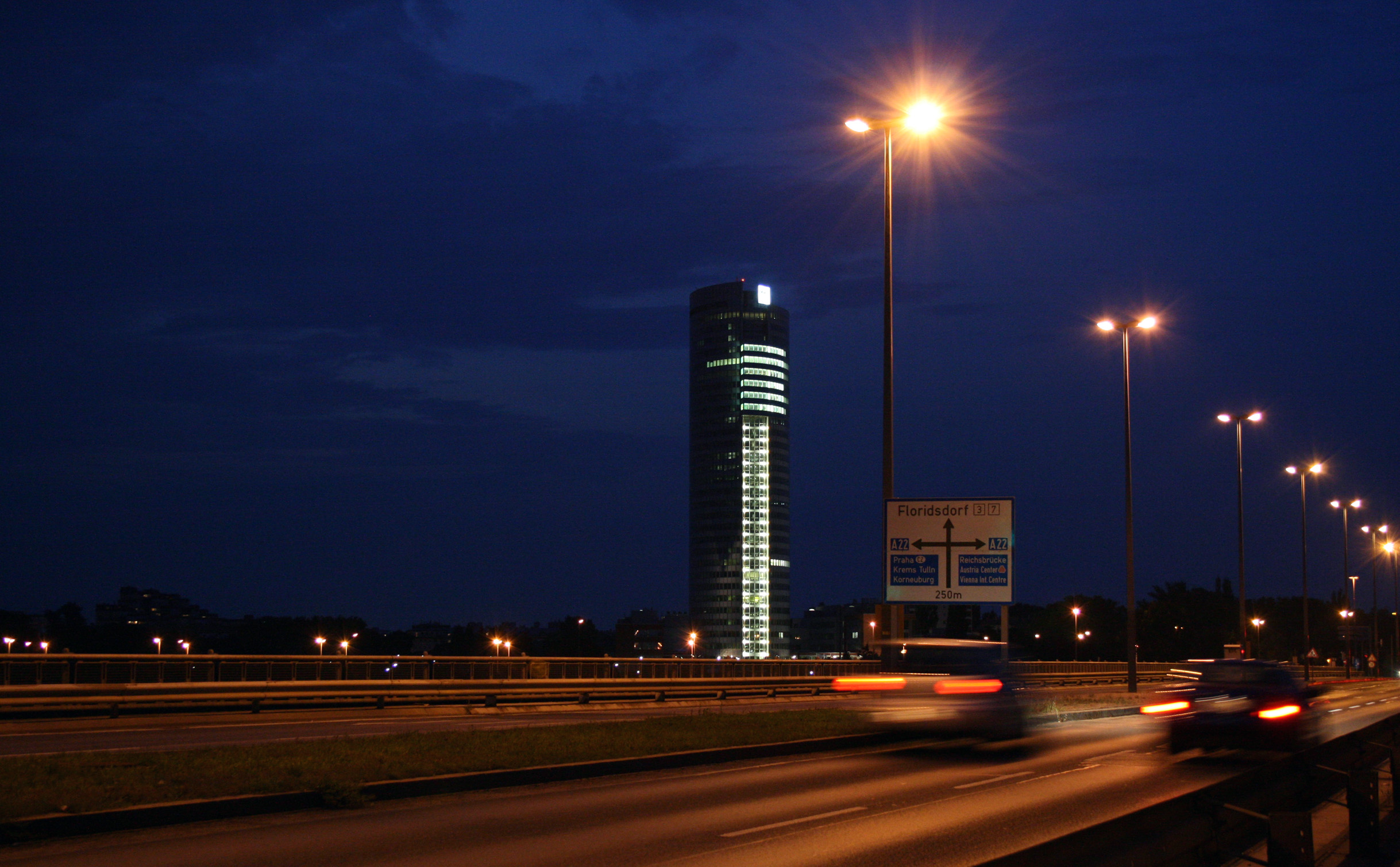
Südwestansicht bei Nacht
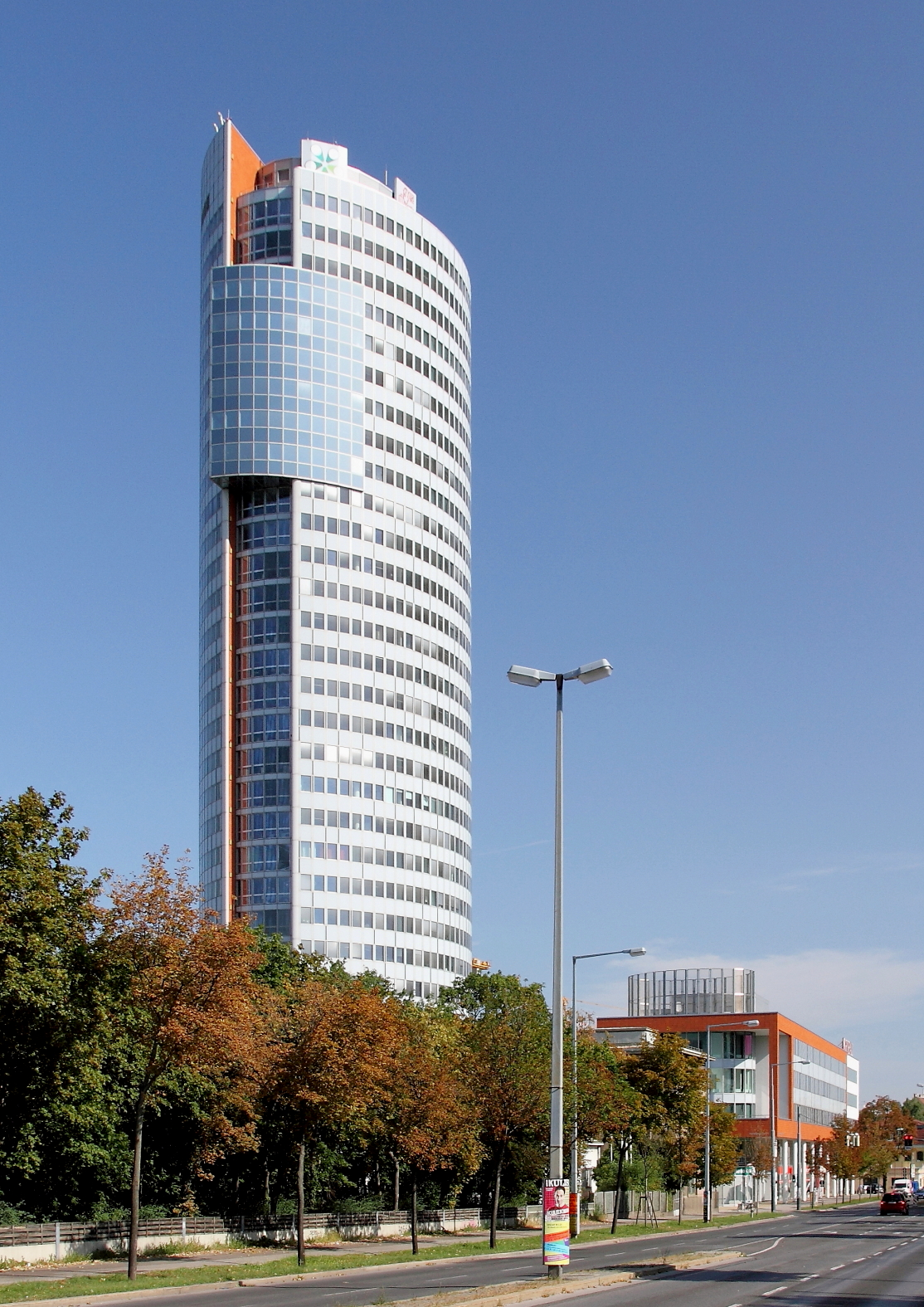
Südwestansicht
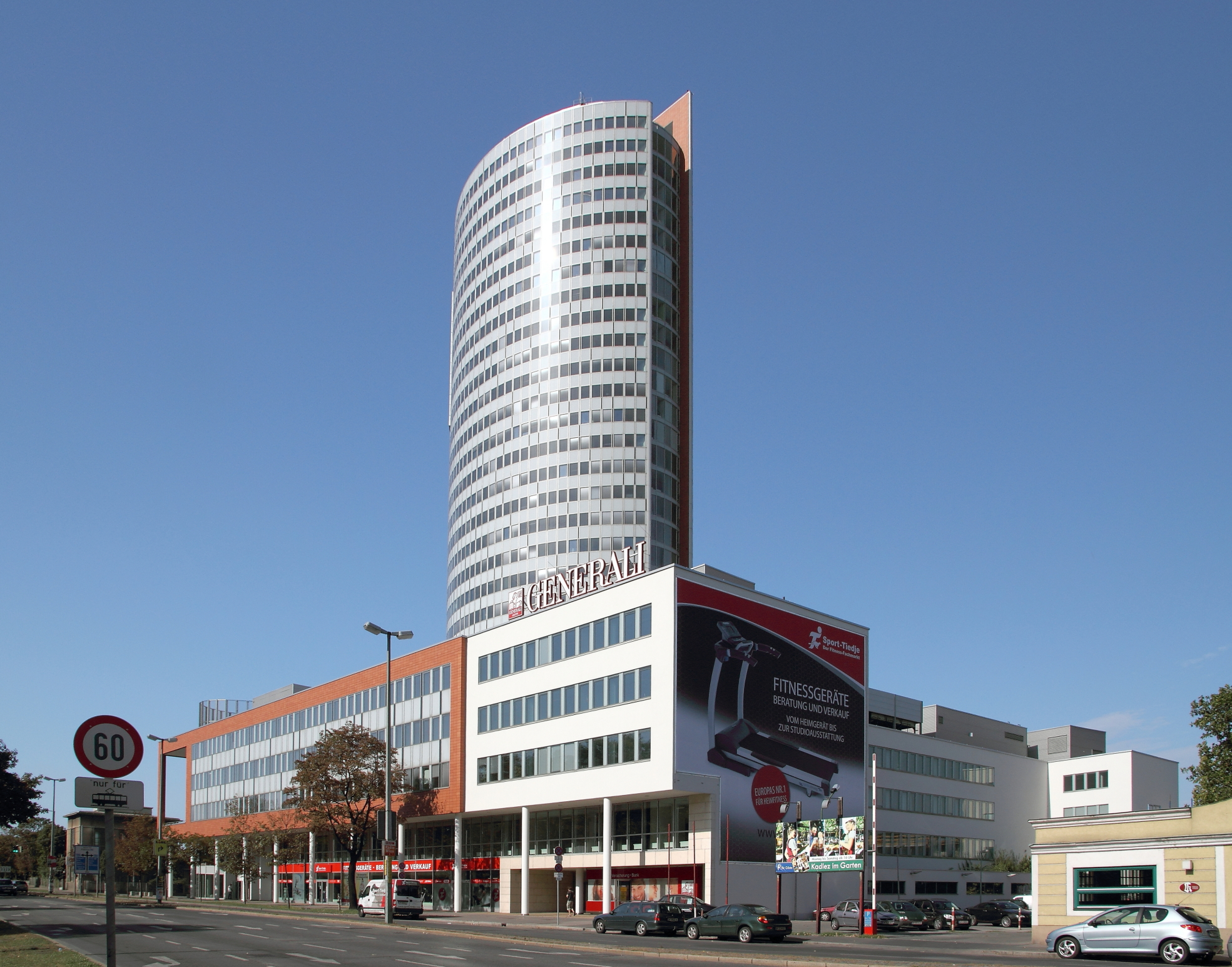
Ostansicht